# 海外东经
《海外东经》，为《山海經》海部的第四部，其中描述書中海外东经的各種山脈、流水、鳥獸、礦物與神祇。
作為一部充滿神話色彩的地理和禮儀古籍，此卷中描述的一些神祇等，如天吳、青丘九尾狐等，都深深地影響到此後數千年的東亞文化圈中國家的禮儀和文化。

## 内容
海外东经的内容包括海经东南到东北的国家、地区、山丘河川。东方的句芒神，长有鸟的身体、人的面孔，乘着两条龙出行。

### 𨲠丘
𨲠丘上有丰富的遗玉、青马、视肉、杨柳、甘祖、甘华。此地生长各类甘華。在东海上，有两座山夹着山丘，上有树木。陈健仲认为是燃烧过的外轮山中产生的火山丘；朝鲜《天下图》主张是在朝鲜岛以南的东海中。另一种说法称𨲠丘是嗟丘。还有一种说法称百果所在的地方，位于尧葬的东侧。袁珂主张蹉丘即为《淮南子·坠形训》中的华丘。

### 大人國
大人國在尧葬的北侧，其国民人高马大，正坐在船上撑船。有种说法称大人国位于在𨲠丘（又称镸𨲠丘）以北。

### 奢比之尸
奢比之尸在𨲠丘北侧，当地国民长有野兽身子、人面孔、耳朵上挂着两条青蛇。另有说法称肝榆之尸，位于大人國北侧。

### 君子國
君子國在奢比之尸北侧，其国民腰间佩戴长剑，有两只花斑虎在身旁，为人谦虚不爱争斗。当地有一种薰草，早晨开花夜间凋谢。另一说法称，君子国在肝榆之尸北侧。有考据学主张其位于朝鲜新罗；又有学者凭民俗、信仰、礼义等进行核对，认为山海经中细节描述，与《汉书》、《后汉书》、《三国志》所记的箕子朝鲜相符。

### 𧈫𧈫
𧈫𧈫为一神兽（而非国家或地区），位于肝榆之尸北部，为双首。另有人称其位于君子國北侧。

### 朝陽谷
朝阳谷有一个天吳神，是传说中的水伯。他住在𧈫𧈫北部的两条水流中间。天吳长有野兽形状，有八个脑袋和人面，八条腿八条尾巴，背部青中带黄。

### 青丘國
青丘國位于𧈫𧈫北侧。青丘国国民吃五谷、穿丝帛。狐狸长有四肢、九条尾巴。另一种说法称，青丘国位于朝阳谷北侧。天帝命令豎亥用脚步测量大地，从最东端走到最西端，为五亿十万九千八百步。豎亥右手计算，左手指着青丘国北侧。另一种说法称是大禹命令豎亥进行的土地测量。

### 黑齒國
黑齒國在青丘國北侧，当地国民牙齿漆黑，以稻米、蛇为食，身边都各有一条红蛇和青蛇。另一种说法称，黑齒國在豎亥居所北侧，当地人头部为黑色，吃稻米驱使着蛇，其中一条蛇为红色。

### 湯谷
有一个湯谷，其边上有一棵扶桑，为十个太阳沐浴的地方；湯谷位于黑齿国北侧。九个太阳停于树的下枝，一个太阳停于树的上枝。

### 雨師妾國
雨師妾國位于湯谷北侧，其国民皮肤为黑色，双手各持一只蛇，此外左耳上挂有青蛇，右耳上挂有红蛇。另有说法称，雨師妾國位于扶桑的北侧，其国民为人面黑身，双手各握着一只乌龟。

### 玄股國
玄股國，又稱作元股國，是《淮南子》所記海外三十六國之一。其国民大腿为黑色，他们以鱼皮为衣裳，以鸥为食，在他们的身旁夹有两只鸟。有一种说法称玄股國位于雨師妾國北侧。

### 毛民國
毛民國位于雨師妾國北侧，其国民身上长有长毛，另有一种说法称其位于玄股國北侧。

### 勞民國
勞民國在玄股國北侧，其国民皮肤黑色，食果草實。有一鳥兩頭，或称之为教民。有一种说法是勞民國在毛民國北侧，其国民面部、眼睛、手足均是黑色。